# Haus der Wirtschaft Baden-Württemberg

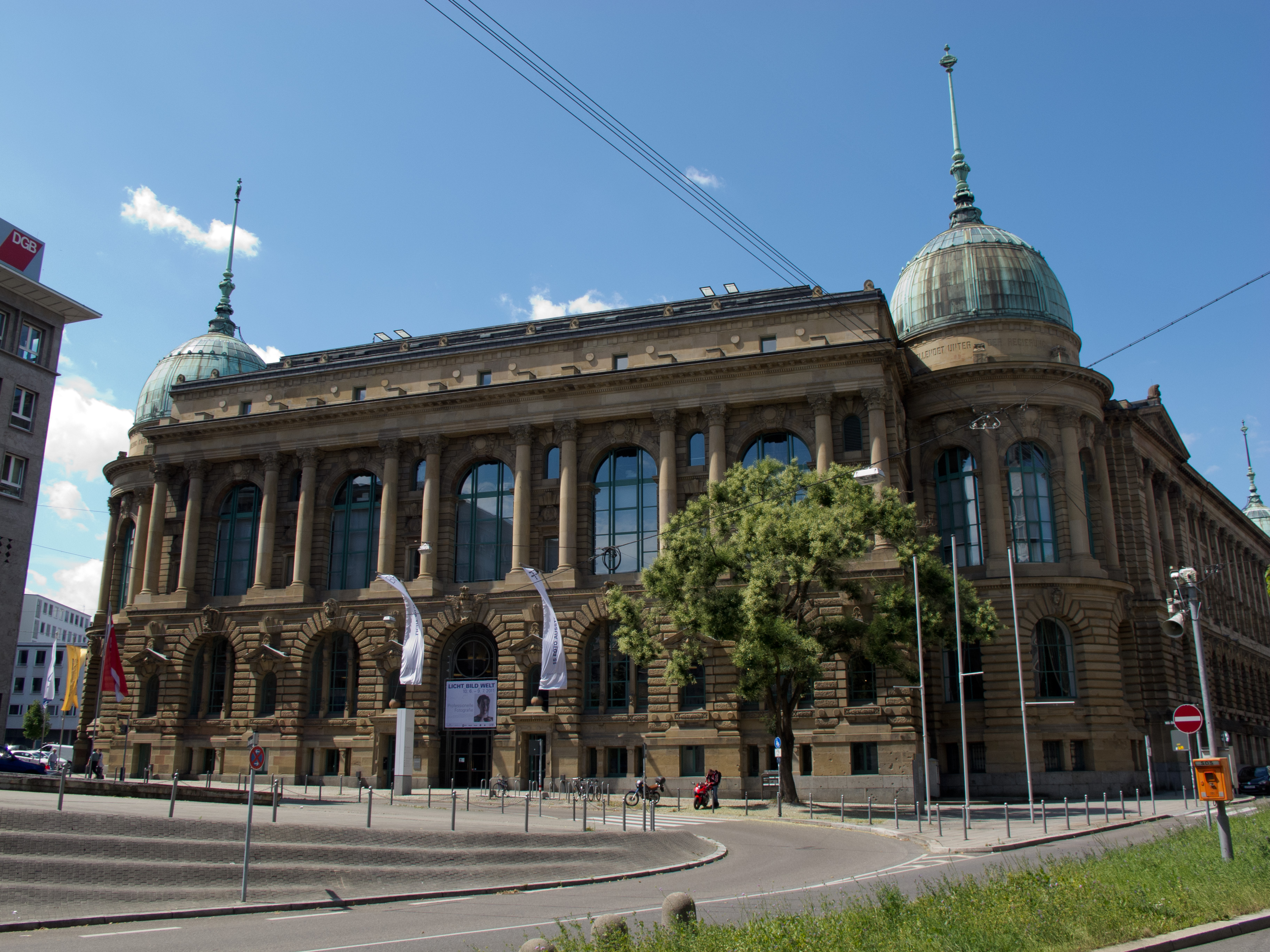
Haus der Wirtschaft Baden-Württemberg

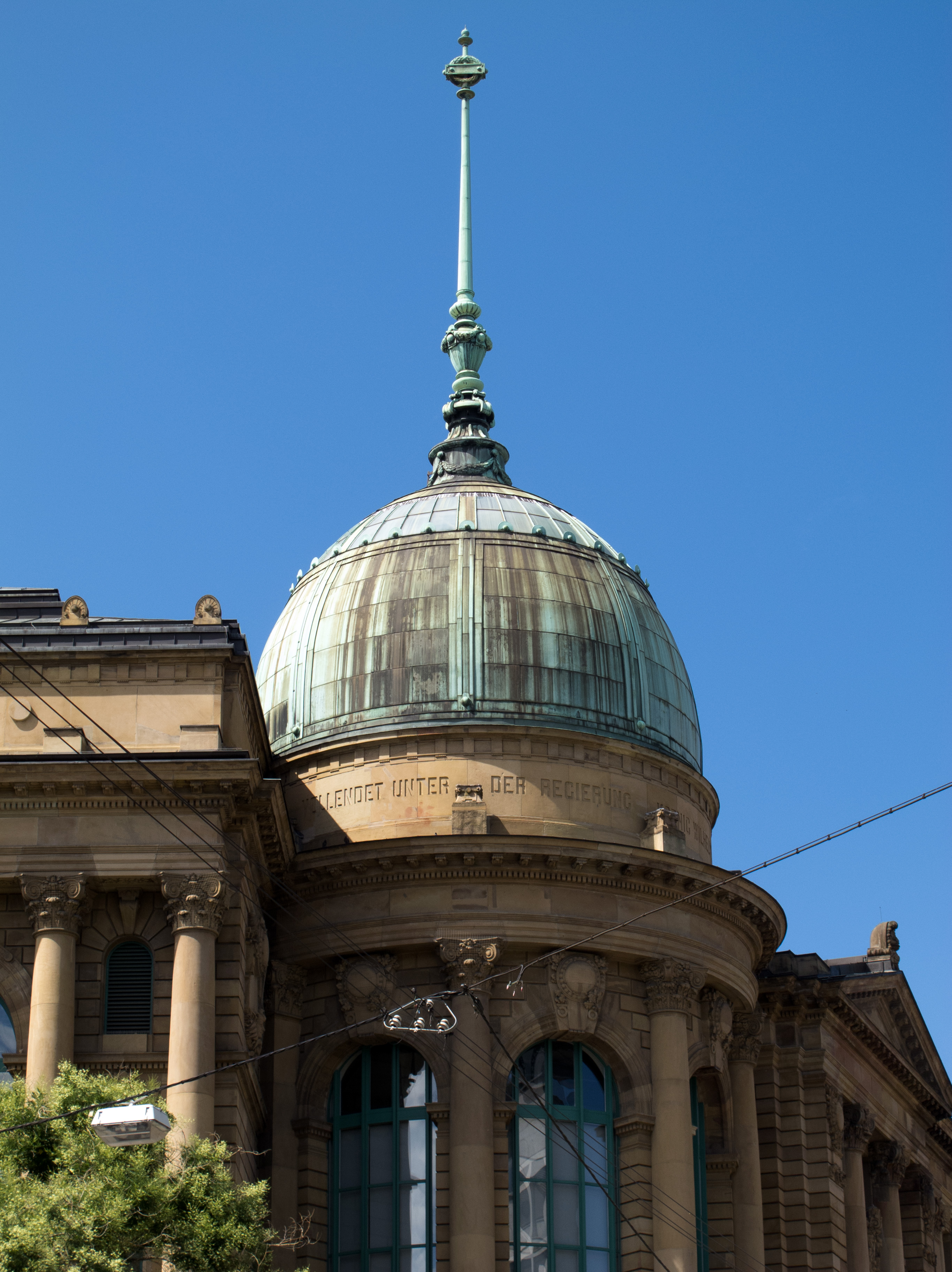
Eckturm mit Kuppel

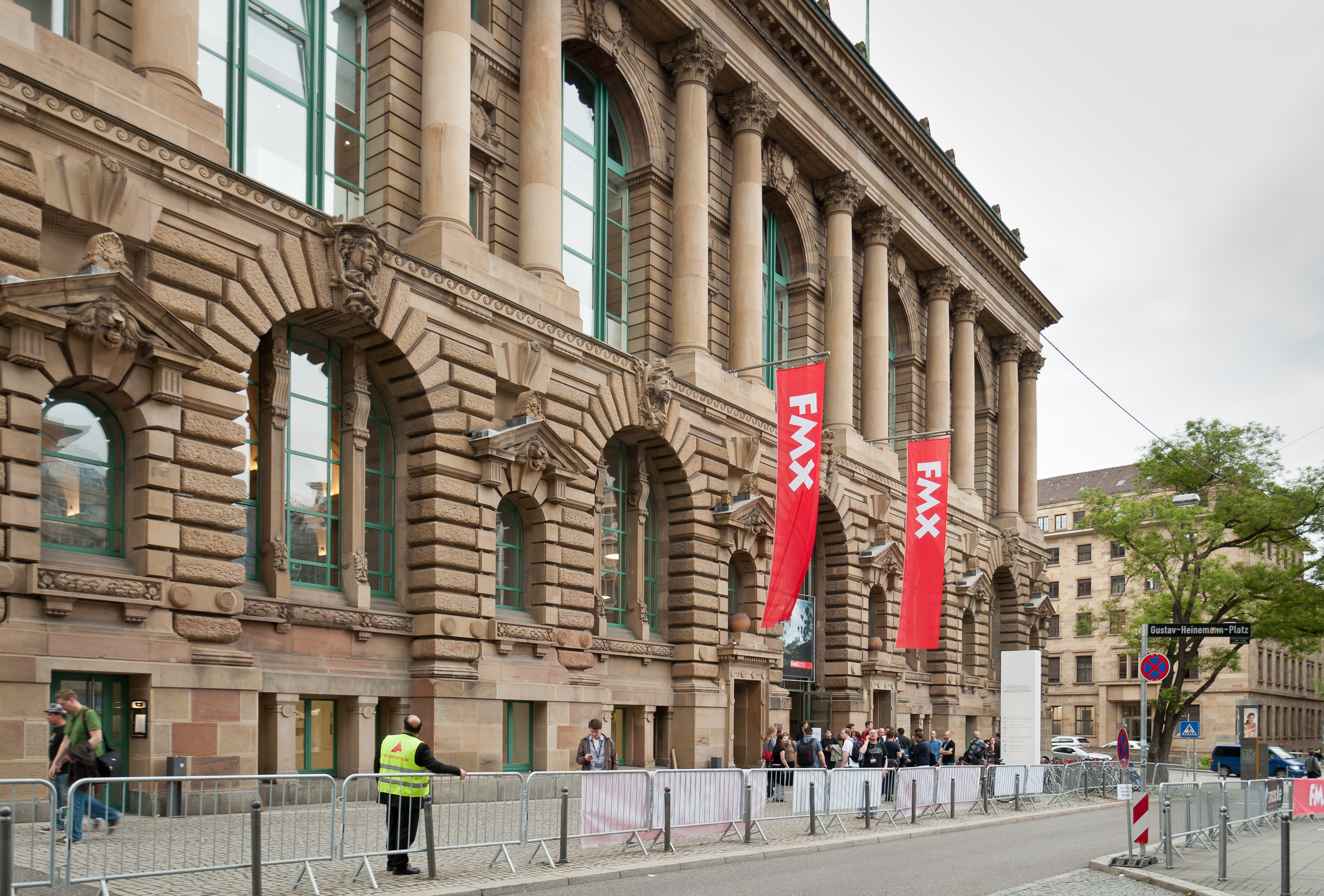
Haupteingang

Das Haus der Wirtschaft Baden-Württemberg ist ein Tagungs- und Kongresszentrum im Herzen Stuttgarts. Außerdem sind in diesem Gebäude Teile des Wirtschaftsministeriums, die Gesellschaft Baden-Württemberg International (BW_i) und weitere Institutionen untergebracht.
Im Haus befindet sich auch das Design Center Baden-Württemberg und das Patent- und Markenzentrum Baden-Württemberg des Regierungspräsidiums Stuttgart.

## Entstehung
Siehe auch: Landesgewerbemuseum Stuttgart.
Das imposante Gebäude im Zentrum Stuttgarts wurde 1890 bis 1896 nach Entwurf des Architekten Skjøld Neckelmann (1854–1903) als Königlich Württembergisches Landesgewerbemuseum für die Königliche Zentralstelle für Gewerbe und Handel errichtet und mit einer „Ausstellung für Elektrotechnik und Kunstgewerbe“ am 6. Juni 1896 feierlich eröffnet. Das Gebäude, ursprünglich vorwiegend Ausstellungsstätte, beherbergte ab 1921 auch das Landesgewerbeamt Baden-Württemberg, dessen Namen es fortan trug. Im Zuge der Beseitigung der Kriegsschäden wurde es weitgehend zu einem Bürogebäude umgebaut. 1986 bis 1990 erfolgte ein durchgreifender Umbau. Seitdem trägt es die Bezeichnung Haus der Wirtschaft.

## Veranstaltungen
Im Haus der Wirtschaft findet das gesamte Jahr über eine Vielzahl an Großveranstaltungen statt.